# Дингирае
Дингирае (на френски: Dinguiraye) е град в Северна Гвинея, регион Фарана. Административен център на префектура Дингирае. Населението на града през 2014 година е 47 250 души.

## Личности

### Родени в града
- Сейду Бокум – писател